# تيتوس أندرونيكوس
تيتوس أندرونيكوس (بالإنجليزية: Titus Andronicus)‏ أحد الأعمال المأساوية المبكرة للأسطورة الأدبية شكسبير، تمثل أحد القادة الرومان الخياليين منخرط في دائرة من الانتقام مع عدوه تامورا، ملكة القوطيين، وتعد هذه المسرحية من أكثر الأعمال الدموية لشيكسبير، وتأخذ إلهامها من أعمال سينكا «من القدماء الرومانيين»، فقدت المسرحية شعبيتها خلال عهد فيكتوريا لدمويتها.
ولكنها بدأت تستجمع شعبيتها مؤخراً.

## الشخصيات الرئيسية
تيتوس أندرونيكوس «أحد النبلاء الرومانيين» وقائد لواء ضد القوطيين.
أبن تيتوس أندرونيكوس.
ليكيوس
ليكيوس الصغير «أبن ليكيوس»
كواينتس
مارتيس
موتيس
لافينيا «أبنة تيتوس أندرونيكس».
تامورا ملكة القوطيين.
- ألارباس
- ديميتريس
- شيرون

ساتورنيوس «أبن أخر إمبراطور روماني، وبعدئذ يعلن كإمبراطور».

## المصدر
- محاضرات كلية آداب دمياط، قسم اللغة الإنجليزية.

موسوعة ويكيبديا الإنجليزية.